# 長棘植鰕虎
長棘植鰕虎（学名：[Fusigobius longispinus] 错误：{{Lang}}：文本有斜体标记（帮助）），又名長棘紡錘鰕虎魚，为辐鳍鱼纲虾虎鱼目鰕虎魚科植鰕虎屬下的一个种，该物种分布于印度洋-西太平洋海域，栖息深度为9米至25米，体长可达8公分。